# Stantonia ruficornis
Stantonia ruficornis är en stekelart som beskrevs av Günther Enderlein 1921. Stantonia ruficornis ingår i släktet Stantonia och familjen bracksteklar. Inga underarter finns listade i Catalogue of Life.